# فالي ستريم (نيويورك)
فالي ستريم (بالإنجليزية: Valley Stream, New York)‏ هي منطقة سكنية تقع في الولايات المتحدة في مقاطعة ناسو، نيويورك. يقدر عدد سكانها بـ 37,511 نسمة ومساحتها 9.0 كم2 وترتفع عن سطح البحر 5 متر.

## التركيبة السكانية
حدّد مكتب تعداد الولايات المتحدة بيانات التركيبة السكانية لفالي ستريم في تعداد الولايات المتحدة. في ما يلي، التركيبة السكانية حسب تعدادي 2000 و2010.

### تعداد عام 2000
بلغ عدد سكان فالي ستريم 36,368 نسمة بحسب تعداد عام 2000، وبلغ عدد الأسر 12,484 أسرة وعدد العائلات 9,599 عائلة مقيمة في القرية. في حين سجلت الكثافة السكانية 4,018.6 نسمة لكل كيلومتر مربع (10,408.1/ميل2). وبلغ عدد الوحدات السكنية 12,688 وحدة بمتوسط كثافة قدره 1,402 لكل كيلومتر مربع (3,631.2/ميل2).
وتوزع التركيب العرقي للقرية بنسبة 78.79% من البيض و7.46% من الأمريكيين الأفارقة و0.15% من الأمريكيين الأصليين و6.86% من الأمريكيين ذوي الأصول الآسيوية و0.05% من سكان جزر المحيط الهادئ و4.15% من الأعراق الأخرى و2.54% من عرقين مختلطين أو أكثر و12.27% من الهسبانيون أو اللاتينيون من أي عرق.
بلغ عدد الأسر 12,484 أسرة كانت نسبة 37.2% منها لديها أطفال تحت سن الثامنة عشر تعيش معهم، وبلغت نسبة الأزواج القاطنين مع بعضهم البعض 61.5% من أصل المجموع الكلي للأسر، ونسبة 11.5% من الأسر كان لديها معيلات من الإناث دون وجود شريك، بينما كانت نسبة 3.9% من الأسر لديها معيلون من الذكور دون وجود شريكة وكانت نسبة 23.1% من غير العائلات. تألفت نسبة 20.2% من أصل جميع الأسر من عدة أفراد يعيشون في نفس المنزل ونسبة 11.3% كانت تتألف من شخص يعيش بمفرده يبلغ من العمر 65 عاماً أو أكثر. وبلغ متوسط حجم الأسرة المعيشية 2.91، أما متوسط حجم العائلات فبلغ 3.37.
بلغ العمر الوسطي للسكان 39.0 عاماً. وكانت نسبة 23.5% من القاطنين تحت سن الثامنة عشر، وكانت نسبة 7.7% بين الثامنة عشر والرابعة والعشرين عاماً، ونسبة 29.1% كانت واقعةً في الفئة العمرية ما بين الخامسة والعشرين والرابعة والأربعين عاماً، ونسبة 23.3% كانت ما بين الخامسة والأربعين والرابعة والستين، ونسبة 16.3% كانت ضمن فئة الخامسة والستين عاماً فما فوق. يوجد لكل 100 أنثى 91.4 ذكر، ويوجد لكل 100 أنثى في الثامنة عشر من عمرها فما فوق 87.0 ذكر.
بلغ متوسط دخل الأسرة في القرية 63,243 دولارًا، أما متوسط دخل العائلة فبلغ 72,585 دولارًا. وكان متوسط دخل الذكور 50,094 دولارًا مقابل 36,260 دولارًا للإناث. وسجل دخل الفرد الخاص بالقرية 25,636 دولارًا. وكانت نسبة 2.4% من العائلات ونسبة 3.5% من السكان تحت خط الفقر، وكان من هؤلاء نسبة 4.2% تحت سن الثامنة عشر ونسبة 4.5% في الخامسة والستين من العمر وما فوق.

### تعداد عام 2010
بلغ عدد سكان فالي ستريم 37,511 نسمة بحسب تعداد عام 2010، وبلغ عدد الأسر 12,189 أسرة وعدد العائلات 9,541 عائلة مقيمة في القرية. في حين سجلت الكثافة السكانية 4,144.9 نسمة لكل كيلومتر مربع (10,735.2/ميل2). وبلغ عدد الوحدات السكنية 12,625 وحدة بمتوسط كثافة قدره 1,395 لكل كيلومتر مربع (3,613.0/ميل2).
وتوزع التركيب العرقي للقرية بنسبة 57.25% من البيض و18.57% من الأمريكيين الأفارقة و0.30% من الأمريكيين الأصليين و11.38% من الأمريكيين ذوي الأصول الآسيوية و0.05% من سكان جزر المحيط الهادئ و8.97% من الأعراق الأخرى و3.47% من عرقين مختلطين أو أكثر و22.24% من الهسبانيون أو اللاتينيون من أي عرق.
بلغ عدد الأسر 12,189 أسرة كانت نسبة 39.2% منها لديها أطفال تحت سن الثامنة عشر تعيش معهم، وبلغت نسبة الأزواج القاطنين مع بعضهم البعض 58.8% من أصل المجموع الكلي للأسر، ونسبة 14.4% من الأسر كان لديها معيلات من الإناث دون وجود شريك، بينما كانت نسبة 5.1% من الأسر لديها معيلون من الذكور دون وجود شريكة وكانت نسبة 21.7% من غير العائلات. تألفت نسبة 18.4% من أصل جميع الأسر من عدة أفراد يعيشون في نفس المنزل ونسبة 9.4% كانت تتألف من شخص يعيش بمفرده يبلغ من العمر 65 عاماً أو أكثر. وبلغ متوسط حجم الأسرة المعيشية 3.07، أما متوسط حجم العائلات فبلغ 3.50.
بلغ العمر الوسطي للسكان 39.7 عاماً. وكانت نسبة 23.1% من القاطنين تحت سن الثامنة عشر، وكانت نسبة 9.2% بين الثامنة عشر والرابعة والعشرين عاماً، ونسبة 25.5% كانت واقعةً في الفئة العمرية ما بين الخامسة والعشرين والرابعة والأربعين عاماً، ونسبة 28.9% كانت ما بين الخامسة والأربعين والرابعة والستين، ونسبة 13.3% كانت ضمن فئة الخامسة والستين عاماً فما فوق. وتوزع التركيب الجنسي للسكان بنسبة 48.1% ذكور و51.9% إناث.

## أعلام
- غريغ سميث
- لاري ميلر
- جيم بروير
- بيتر بارتون
- ستيفن بويد